# جوليان مايفيلد
جوليان مايفيلد (بالإنجليزية: Julian Mayfield)‏ (6 يونيو 1928، غرير في الولايات المتحدة - 20 أكتوبر 1984، واشنطن العاصمة في الولايات المتحدة)؛ ممثل، مخرج مسرحي وروائي أمريكي. درس في جامعة لينكولن.

## روابط خارجية
- جوليان مايفيلد على موقع IMDb (الإنجليزية)
- جوليان مايفيلد على موقع قاعدة بيانات برودواي على الإنترنت (الإنجليزية)
- جوليان مايفيلد على موقع قاعدة بيانات الفيلم (الإنجليزية)